# Kitchie Nadal
Anna Katrina Dumilon Nadal (Manilla, 17 september 1980), beter bekend als Kitchie Nadal, is een Filipijnse singer-songwriter. In de Filipijnen is ze het meest bekend om haar nummer Huwag na huwag mong sasabihin... (Nederlands: "Zeg nooit, nooit..."). Ze zingt in zowel in het Engels als in het Filipijns.

## Biografie
Kitchie Nadal begint haar muziekcarrière als leadzangeres van de alternatieve rockband Mojofly. Ze wordt echter pas populair in de Filipijnen nadat ze haar debuut solo-album uitbrengt in 2004, Kitchie Nadal. Het album bevat zowel Engelstalige als Filipijnstalige pop- en rocknummers. Uit dit album wordt de single Huwag na huwag mong sasabihin... voortgebracht, tot nu toe haar bekendste nummer. In 2007 brengt ze de EP Drama Queen TV! uit, waarop enkele soundtracknummers Filipijnse televisieshows staan. Het volgende jaar komt het tweede album uit, met de titel Love Letter. Daarin lijkt ze over te stappen naar alternatieve rock en meer experimentele muziek. Het album brengt de single Highway voort, dat gebruikt wordt in de reclame van het bedrijf Caltex. In het album collaboreert ze ook met de Nederlandse groep Insight in het nummer In A Big Way. Pas vijf jaar later is haar nieuwste album, Malaya, af.

## Discografie
- Kitchie Nadal (2004) - Warner Music Group
  - Bulong !!!
  - Huwag na huwag mong sasabihin...
  - Same Ground
- Drama Queen TV! [EP] (2007) - GMA Records
  - Majika
- Love Letter (2008) - Be.Live
  - Highway
- Malaya (2013) - 12 Stone/Universal Records